# 八哥
八哥（学名：Acridotheres cristatellus），別名有鹦鹆、寒皋、鸲鹆、鸜鵒、蒼鵒、𪈻鵒、鵁鴒、驾鴒、加令、凤头八哥、沉香色八哥、了哥，古时称秦吉了，是八哥屬的一種鳥類。
原產於中國東南部和中南半島。 八哥通常棲息於靠近城市和農業區的開闊空間。 它是一種受歡迎的籠養鳥類，因此偶然在其通常分佈區以外的少數地方被釋放。 例如，這個物種於1890年左右被引入加拿大不列顛哥倫比亞省的溫哥華地區。 起初，它成功繁殖，數量達到數千隻，但隨後在該地區局部滅絕。
與許多八哥一樣，八哥是雜食性的。 它會吃各種食物，包括蚯蚓、幼蟲、穀物、水果，甚至垃圾。 對農民來說，它是一種非常有益的鳥類，因為它以昆蟲為食，且不會襲擊作物。
八哥生活在草原和山區的樹林中，善於鳴叫，也會模仿其他鳥的叫聲，經過訓練，還能模仿人類說話。

## 分類
1743年，英國博物學家喬治·愛德華茲在他的《不尋常鳥類的自然歷史》(A Natural History of Uncommon Birds) 中收錄了一張八哥的圖片和描述。他使用了英文名稱「中國八哥或黑鳥」。 1758年，瑞典博物學家卡爾·林奈在更新他的《自然系統》第十版時，將八哥與其他八哥一起歸入鷯哥屬（Gracula）。林奈給出了簡短的描述，創造了二名法名稱Gracula cristatella，並引用了愛德華茲的作品。 物種名cristatella是拉丁文cristatus的縮小詞，意為「有冠的」或「有羽飾的」。 八哥現屬於法國鳥類學家路易·皮埃爾·維埃約於1816年引入的八哥屬（Acridotheres）。 它曾被歸入Aethiospar屬，該屬包括面部完全有羽毛或有羽飾的八哥。 八哥屬以前是包括裸皮面八哥的群體。 現在，這兩個屬形成了一個新群體，並保留了八哥屬的名稱Acridotheres。
已確認有三個亞種:
- A. c. cristatellus （林奈, 1758） – 中國南部和東南部
- A. c. brevipennis（哈特特, E, 1910） –海南島（中國東南部外海）和中南半島
- A. c. formosanus （哈特特, E, 1912） – 台灣

## 分布地域
八哥原本分布于中國大陸南部及印度支那半岛，是典型的东洋界鸟类。但非法鳥類贸易使八哥迅速擴散，现在在菲律賓及婆羅洲有引入种群，而在淮河以北的中国北方地区八哥也逐渐成为常见的留鸟。

## 特征

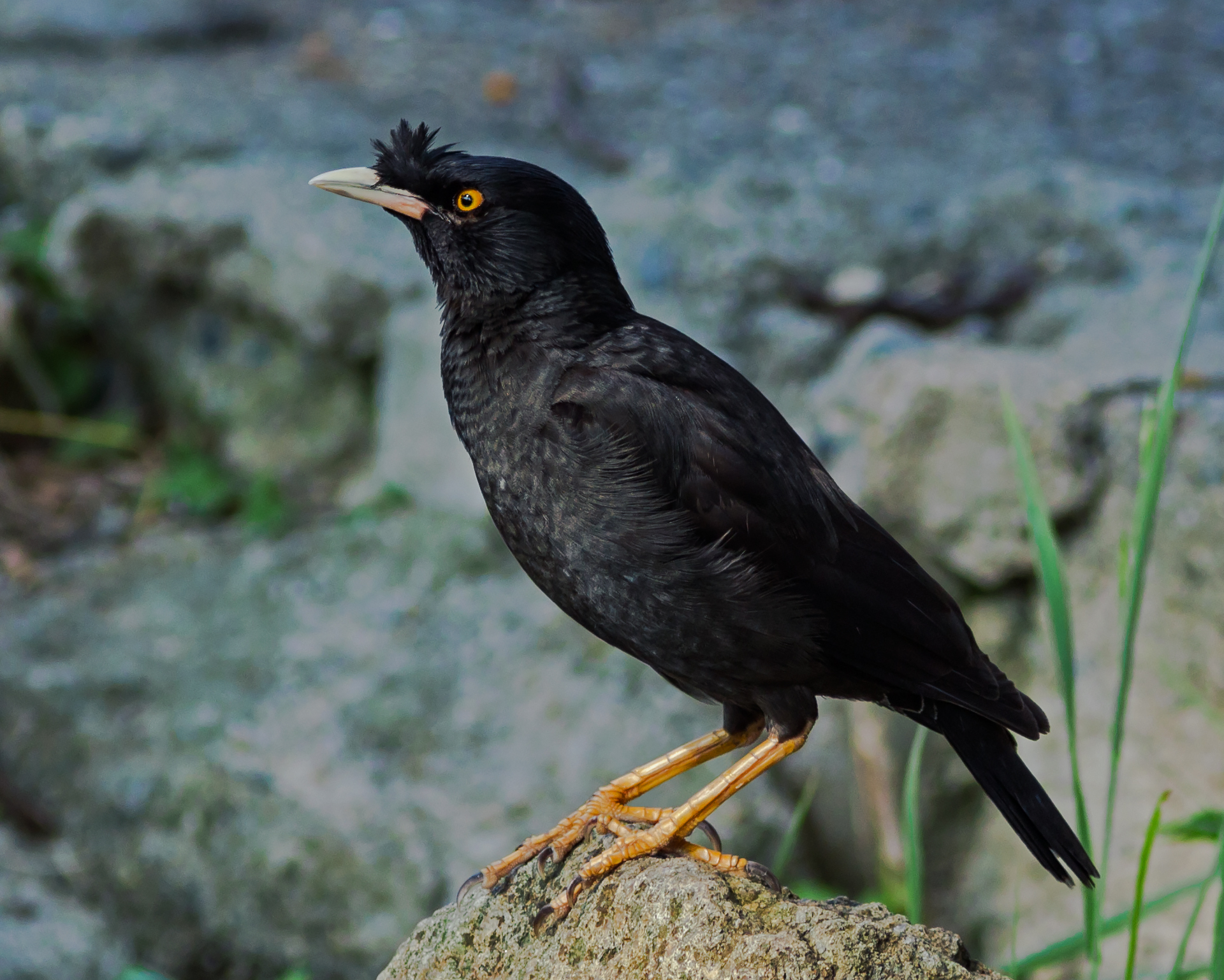
日本大阪市

本种鸟类通体黑色，粗看起来颇似乌鸦，但是与乌鸦有着显著的区别，首先八哥体形较各类乌鸦均远远为小（大嘴乌鸦体长50公分；八哥体长25公分），其次八哥喙足均为鲜黄色。本物种在喙与头部的交接处有着明显的额羽，细看头颈部的体羽，黑色中有绿色的金属光泽闪动，初级覆羽和初级飞羽的基部均为白色，因此在飞行过程中两翅中央有明显的白斑，从下方仰视，两块白斑呈“八”字型与黑色的体羽形成鲜明的对比也是八哥的一个重要辨识特征；尾羽端部白色。本物种的亚成体额羽不发达，体羽颜色也不似成鸟那般黑得很成熟，略呈咖啡色。雄鳥略大，此外沒有任何兩性差異

## 食物
八哥为杂食性，通过对八哥食物得研究发现植物性食物和动物性食物基本各占50%的比例，八哥经常取食的食物包括：各种植物的种子、蔬菜茎叶等、田螺、蝼蛄、鞘翅目昆虫、蝗虫、地老虎等。

## 繁殖与保护
本物种繁殖季节为4月－7月大多于5月产卵每巢4－6枚卵，卵的颜色为鲜艳的蓝色；在中国南方每年繁殖两次。营巢多选择中国传统建筑的屋檐下或树洞中，有时也利用喜鹊或黑领椋鸟的弃巢。
本物种未列入濒危名单，但受到非法鸟类贸易的威胁并被作为医药成分被捕猎，中医传统理论认为八哥除去羽毛及内臟的全体、取肉，有下气、止血的功能，因此被利用。
在臺灣受外來種白尾八哥、家八哥等，在野外到處繁殖競爭棲地和被補獵為寵物鳥影響，造成當地數量大減，2008年起被改列為珍貴稀有保護鳥類。
但2015年的碩士論文推測環境中高草棲地減少可能是造成近年原生八哥數量下降的重要因素之一，與外來八哥之競爭可能較無直接關係。

## 八哥与非法鸟类贸易
八哥善于效鸣，甚至能学人言，因此自古以来就被人类作为宠物饲养，并且衍生出及其复杂的各种驯养名目。八哥少量人工繁殖虽不算困难但大规模繁殖技术尚不成熟，仅有部分爱好者的少量繁殖，人工繁殖数量远不及市面售卖数量，这种非法鸟类贸易对野生鸟类种群造成极大的威胁主要体现在以下几点：
- 在原产地的捕捉有可能会对本物种的生存构成威胁，造成野外种群的灭绝。
- 在输入地的逃逸和重新野化有可能造成物种入侵破坏输入地本地鸟类种群结构。
- 有可能给输入地带来新的传染疾病在输入地土著种群中蔓延。

## 參看
- 白尾八哥：在臺灣野外大量繁殖的外來物種。

## 延伸阅读
[在维基数据编辑]
 《欽定古今圖書集成·博物彙編·禽蟲典·鴝鵒部》，出自陈梦雷《古今圖書集成》

## 外部連結
- 八哥（Acridciheres cristatellus）鳴聲（页面存档备份，存于） 香港觀鳥會鳥鳴集

[在维基数据编辑]
 《欽定古今圖書集成·博物彙編·禽蟲典·鴝鵒部》，出自陈梦雷《古今圖書集成》